# Hiroshi Okada
Hiroshi Okada (romanización de 岡田浩 ( 1963 - 1999) fue un botánico, y taxónomo japonés. Fue curador y profesor del Jardín Botánico de la Universidad de Osaka. Fue coautor de Flora de China, y de Japón. Publica habitualmente, entre otras, en Plant Systematics and Evolution.

## Algunas publicaciones

### Libros
- . 1997. Chromosomal Evolution of Angiosperms. Evolution and Diversification of Land Plants 1997: 209-220 ISBN 978-4-431-65920-4 ISBN 978-4-431-65918-1

- La abreviatura «H.Okada» se emplea para indicar a Hiroshi Okada como autoridad en la descripción y clasificación científica de los vegetales.[3]